# Бі (нефритовий диск)

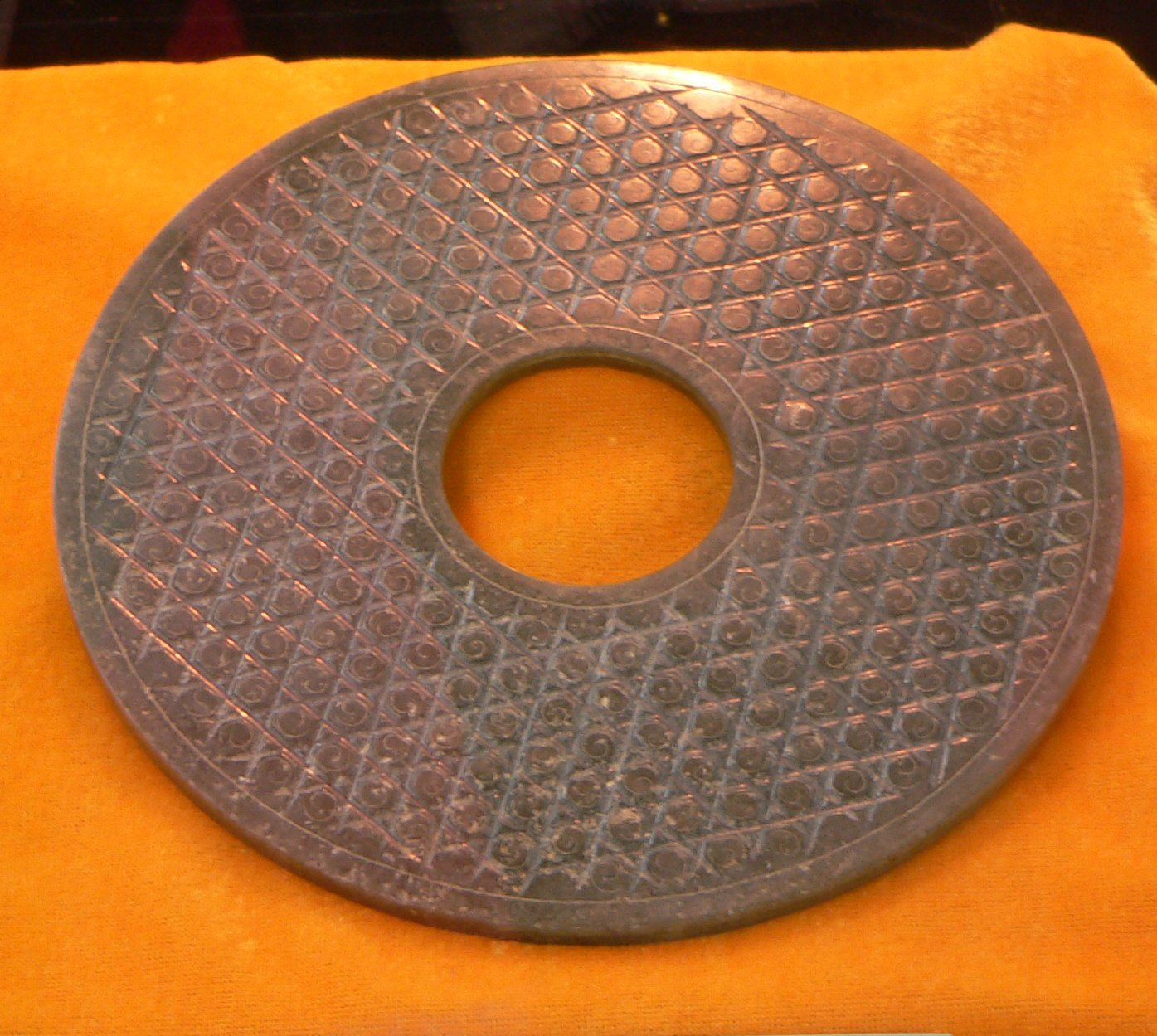
Бі періоду династії Хань, 16 см в діаметрі.

Бі (кит. 璧, трансліт. bì) — давньокитайські дископодібні артефакти, зроблені з нефриту. Найбільш ранні бі відносяться до періоду неоліту, зокрема до періоду Ліаньчжоу (3400-2250 рр. до н. е.). Пізніші зразки датуються в основному періодами династій Шан, Чжоу і Хань. У імперські часи їх також виготовляли зі скла.

## Опис
Бі представляють із себе плоскі диски з круглим отвором в центрі. Бі періоду неоліту були найпростішими, в той час як пізніші артефакти, наприклад, відносяться до періоду династії Чжоу, прикрашалися вигадливою різьбою (зокрема, шестикутниками). Візерунок символізував божество, що асоціюється з небом, а також з силою і талантами, які власник бі хотів придбати.
Будучи дорогими предметами мистецтва, бі свідчили про владу і могутність своїх власників-аристократів.
Особливим різновидом бі був диск із декількома визубнями по зовнішньому краю. У сучасній китайській археології він отримав назву я-бі 牙璧. Цей різновид відомий у доімперські часи, у класичній літературі згадки про його існування відсутні. З приладу порідненості я-бі до звичайних дисків бі немає наукового консенсусу

## Значення
Пізніша традиція асоціювала бі з небесами, тоді як цун 琮 (тип незграбної нефритової труби невідомого призначення) асоціювався із землею. Диски бі часто знаходили разом з предметами, що символізують небо і землю, тому передбачається, що кругла форма диска також має символічне значення: Виявлено, що ці предмети свідчать про ранні стадії розвитку космогонічних концепцій, які залишалися важливими в китайській культурі протягом періоду Воюючих царств та епохи династії Хань: уявлення про небосхил, який обертається навколо центральної осі і циклі Десяти Сонць, а також про використання ранньої форми столярного кутника. Цими предметами володіли шамани, які були релігійними лідерами Ліаньчжоу і носіями космогонічних уявлень.

## Призначення
Початкове призначення дисків бі невідомо, так як з часів неоліту не залишилося письмових свідчень. У пізніші епохи бі клали в могилу разом з померлими із знатних родів — як символ неба, призначений для того, щоб супроводжувати людину в подорожі в загробний світ або «на небо». У той же час цзун символізував зв'язок померлого із землею. Іноді бі знаходили і на животах або грудях покійних, чиї могили відносяться до періоду неоліту.
У китайській історії нефрит, як і диски бі, вказував на високі моральні якості власника, а також служив важливим символом високого становища в суспільстві. Їх використовували під час богослужінь і світських церемоній — як предмети, що символізують владу.
Під час воєн періоду династії Чжоу диски бі, що належали ватажкам переможених держав, передавалися переможцям як символ підпорядкування.
Дизайн зворотного боку медалей, що присуджуються на Літніх Олімпійських іграх 2008 в Пекіні, заснований на давній традиції дисків бі.